# Карл Черни
Карл Черни (Беч, 21. фебруар 1791 — Беч, 9. август 1857) је био аустријски композитор, пијаниста и педагог чешког порекла који је компоновао више од хиљаду дела. Његове композиције се још увек употребљавају у настави клавира.